# Enzo Escobar
Enzo Sergio Escobar Olivares, né le 10 novembre 1951 à Limache au Chili, est un footballeur international chilien. Il évolue au poste de défenseur du début des années 1970 à la fin des années 1980.
Après des débuts au Everton Viña del Mar, il joue à l'Unión Española avec qui il remporte deux titres de champion du Chili et est finaliste de la Copa Libertadores. Il termine sa carrière au CD Cobreloa où il gagne trois autres titres de champion ainsi qu'une Coupe du Chili et est de nouveau finaliste, à deux reprises, de la Copa Libertadores.
Avec l'équipe du Chili, il compte 25 sélections pour aucun but inscrit et est finaliste de la Copa América 1979. Il dispute également avec les Chiliens la Coupe du monde de 1982.

## Biographie
Enzo Escobar joue en faveur de l'Everton Viña del Mar, puis de l'Unión Española, et enfin du CD Cobreloa. 
Il dispute un total de 353 matchs en première division chilienne, inscrivant 22 buts. Il remporte au cours de sa carrière cinq titres de champion du Chili, et une Coupe du Chili.
Il joue 44 matchs en Copa Libertadores. Il est finaliste de cette compétition à trois reprises, en 1975, 1981 puis en 1982. Il ne joue toutefois pas la finale de 1975.
Enzo Escobar joue 25 matchs en équipe du Chili, sans inscrire de but, entre 1976 et 1982.
Il participe avec le Chili à la Copa América de 1979. Le Chili atteint la finale de cette compétition, en étant battu par le Paraguay.
Il figure ensuite dans le groupe des sélectionnés lors de la Coupe du monde de 1982. Lors du mondial organisé en Espagne, il ne joue aucun match. Il dispute toutefois quatre matchs comptant pour les tours préliminaires de cette compétition.

## Palmarès
Enzo Escobar remporte avec le CD Unión Española le Championnat du Chili en  1975 et 1977. Cette même année, il est finaliste de la Coupe du Chili avec son équipe. Il est également finaliste de la Copa Libertadores en 1975.
Avec le CD Cobreloa, il remporte à trois reprises le championnat en 1980, 1982 et 1985 et termine vice-champion en 1981, 1983 et 1984. Il remporte également la Coupe du Chili en 1986 et, est à deux reprises finaliste de la Copa Libertadores en 1981 et 1982.
Enzo Escobar compte 25 sélections pour aucun but inscrit avec le Chili de 1976 à 1982. Il est finaliste de la Copa América en 1979 et dispute également avec l'équipe nationale la Coupe du monde de 1982.